# Ginástica nos Jogos Olímpicos de Verão de 2020 - Qualificação
Este artigo detalha a fase de qualificação da ginástica nos Jogos Olímpicos de Verão de 2020. (As Olimpíadas foram adiadas para 2021 devido à pandemia de COVID-19).
O sistema de qualificação sofreu uma revisão significativa após as Olimpíadas de Verão de 2016, no Rio. As equipes da ginástica artística serão reduzidas de cinco para quatro, mas um máximo de duas vagas extras estarão disponíveis para os competidores em eventos individuais, permitindo um ou dois atletas por Comitê Olímpico Nacional (CON) a entrar como especialistas. 
Em uma medida posterior para ligar competições da FIG aos Jogos Olímpicos, agora será possível obter qualificação para os Jogos com base em um agregado de resultados conquistados pela Copa do Mundo de Ginástica Artística e pelos diversos campeonatos continentais de ginástica artística.

## Linha do tempo
| Ginástica artística | Ginástica artística                      | Ginástica artística                          |
| Evento | Data                                     | Local                                        |
| --- | ---------------------------------------- | -------------------------------------------- |
| Campeonato Mundial de Ginástica Artística de 2018 | 25 de outubro a 3 de novembro de 2018    | Doha                                         |
| Campeonato Mundial de Ginástica Artística de 2019 | 4 a 13 de outubro de 2019                | Stuttgart                                    |
| Copa do Mundo de Ginástica Artística - Copa do Mundo de Ginástica Artística de 2018 - Copa do Mundo de Ginástica Artística de 2019 - Copa do Mundo de Ginástica Artística de 2020 - Copa do Mundo de Ginástica Artística de 2021 | Em 2018, 2019, 2020 e 2021               | Vários                                       |
| Campeonatos Continentais de 2021 - Campeonato Europeu de 2021 - Campeonato Asiático de 2021 - Campeonato Pan-Americano de 2021 - Campeonato Africano de 2021 - Campeonato da Oceania de 2021                                     | Abril a junho de 2021                    | Basileia N/A Rio de Janeiro Cairo Gold Coast |
| Ginástica Artística |                                          |                                              |
| Evento | Data                                     | Local                                        |
| Campeonato Mundial de Ginástica Rítmica de 2018 | 10 a 16 de setembro de 2018              | Sófia                                        |
| Campeonato Mundial de Ginástica Rítmica de 2019 | 16 a 22 de setembro de 2019              | Baku                                         |
| Copa do Mundo de Ginástica Rítmica de 2021 | 2021                                     | Vários                                       |
| Campeonatos Continentais de 2020–21 | 2020 e 2021                              | Vários                                       |
| Trampolim |                                          |                                              |
| Evento | Data                                     | Local                                        |
| Campeonato Mundial de Trampolim de 2019 | 28 de novembro a 1 de dezembro de 2019   | Tóquio                                       |
| Copa do Mundo de Trampolim de 2019-2021 | Fevereiro de 2019 a 2021 (6 competições) | Vários                                       |
| Campeonatos Continentais de 2021 | 2021                                     | Vários                                       |

## Sumário de qualificação
A tabela abaixo lista o número de homens e mulheres de cada CON qualificados para os eventos de ginástica nos Jogos Olímpicos de Verão de 2020.
| Nação               | Artística | Artística | Rítmica    | Rítmica  | Trampolim | Trampolim | Total |
| Nação               | Masculino | Feminino  | Individual | Conjunto | Masculino | Feminino  | Total |
| ------------------- | --------- | --------- | ---------- | -------- | --------- | --------- | ----- |
| RSA África do Sul   |           | 2         |            |          |           |           | 2     |
| ALB Albânia         | 1         |           |            |          |           |           | 1     |
| GER Alemanha        | 4         | 4         |            |          |           |           | 8     |
| ARG Argentina       |           | 1         |            |          |           |           | 1     |
| ARM Armênia         | 1         |           |            |          |           |           | 1     |
| AUS Austrália       | 1         | 2         | 1          | Yes      | 1         | 1         | 11    |
| AUT Áustria         |           | 1         |            |          |           |           | 1     |
| AZE Azerbaijão      | 1         | 1         | 1          | Yes      |           |           | 8     |
| BEL Bélgica         |           | 4         |            |          |           |           | 4     |
| BLR Bielorrússia    | 1         | 1         | 2          | Yes      | 2         |           | 11    |
| BRA Brasil          | 5         | 2         |            | Yes      |           |           | 12    |
| BUL Bulgária        | 1         |           | 2          | Yes      |           |           | 8     |
| CPV Cabo Verde      |           |           | 1          |          |           |           | 1     |
| CAN Canadá          | 1         | 4         |            |          |           | 2         | 7     |
| KAZ Cazaquistão     | 1         |           | 1          |          |           |           | 2     |
| CHI Chile           |           | 1         |            |          |           |           | 1     |
| CHN China           | 6         | 6         |            | Yes      | 2         | 2         | 21    |
| CYP Chipre          | 1         |           |            |          |           |           | 1     |
| COL Colômbia        |           |           |            |          | 1         |           | 1     |
| PRK Coreia do Norte |           | 1         |            |          |           |           | 1     |
| KOR Coreia do Sul   | 5         | 2         |            |          |           |           | 7     |
| CRC Costa Rica      |           | 1         |            |          |           |           | 1     |
| CRO Croácia         | 1         | 1         |            |          |           |           | 2     |
| CUB Cuba            | 1         | 1         |            |          |           |           | 1     |
| EGY Egito           | 1         | 2         | 1          | Yes      | 1         | 1         | 11    |
| SVK Eslováquia      |           | 1         |            |          |           |           | 1     |
| SLO Eslovênia       |           |           | 1          |          |           |           | 1     |
| ESP Espanha         | 5         | 4         |            |          |           |           | 9     |
| USA Estados Unidos  | 5         | 6         | 2          | Yes      | 1         | 1         | 20    |
| PHI Filipinas       | 1         |           |            |          |           |           | 1     |
| FRA França          | 3         | 4         |            |          | 1         | 1         | 9     |
| GEO Geórgia         |           |           | 1          |          |           |           | 1     |
| GBR Grã-Bretanha    | 4         | 4         |            |          |           | 2         | 10    |
| GRE Grécia          | 1         |           |            |          |           |           | 1     |
| HKG Hong Kong       | 1         |           |            |          |           |           | 1     |
| HUN Hungria         |           | 1         | 1          |          |           |           | 2     |
| CAY Ilhas Cayman    |           | 1         |            |          |           |           | 1     |
| IND Índia           |           | 1         |            |          |           |           | 1     |
| IRL Irlanda         | 1         | 1         |            |          |           |           | 2     |
| ISR Israel          | 2         | 1         | 2          | Yes      |           |           | 10    |
| ITA Itália          | 2         | 5         | 2          | Yes      |           |           | 14    |
| JAM Jamaica         |           | 1         |            |          |           |           | 1     |
| JPN Japão           | 6         | 5         | 2          | Yes      | 2         | 2         | 22    |
| LTU Lituânia        | 1         |           |            |          |           |           | 1     |
| MAS Malásia         | 1         | 1         |            |          |           |           | 2     |
| MEX México          | 1         | 1         | 1          |          |           | 1         | 4     |
| NGR Nigéria         | 1         |           |            |          |           |           | 1     |
| NOR Noruega         | 1         | 1         |            |          |           |           | 2     |
| NZL Nova Zelândia   | 1         |           |            |          | 1         | 1         | 3     |
| NED Países Baixos   | 2         | 4         |            |          |           |           | 6     |
| PER Peru            |           | 1         |            |          |           |           | 1     |
| POL Polônia         |           | 1         |            |          |           |           | 1     |
| POR Portugal        |           | 1         |            |          | 1         |           | 2     |
| CZE República Checa | 1         | 1         |            |          |           |           | 2     |
| ROU Romênia         | 1         | 2         |            |          |           |           | 3     |
| ROC                 | 6         | 6         | 2          | Yes      | 2         | 2         | 23    |
| SGP Singapura       |           | 1         |            |          |           |           | 1     |
| SRI Sri Lanka       |           | 1         |            |          |           |           | 1     |
| SWE Suécia          | 1         | 1         |            |          |           |           | 2     |
| SUI Suíça           | 4         | 1         |            |          |           |           | 5     |
| TPE Taipé Chinês    | 4         | 1         |            |          |           |           | 5     |
| TUR Turquia         | 4         | 1         |            |          |           |           | 5     |
| UKR Ucrânia         | 4         | 1         | 2          | Yes      | 1         |           | 13    |
| UZB Uzbequistão     | 1         | 1         | 1          | Yes      |           |           | 8     |
| VIE Vietnã          | 2         |           |            |          |           |           | 2     |
| Total: 64 CONs      | 98        | 98        | 26         | 70       | 16        | 16        | 324   |

## Artística

### Eventos masculinos
Vagas por equipes
| Evento                                            | Padrão                                                           | Equipe nacional qualificada |
| ------------------------------------------------- | ---------------------------------------------------------------- | --- |
| Equipes de quatro                                 |                                                                  | |
| Campeonato Mundial de Ginástica Artística de 2018 | Equipes classificadas de 1–3                                     | CHN China ROC JPN Japão |
| Campeonato Mundial de Ginástica Artística de 2019 | Equipes classificadas de 1–9 (entre as equipes não qualificadas) | UKR Ucrânia GBR Grã-Bretanha SUI Suíça USA Estados Unidos TPE Taipé Chinês KOR Coreia do Sul BRA Brasil ESP Espanha GER Alemanha |
| Total                                             | Total                                                            | 48 (12 equipes de 4) |

Vagas individuais
| Evento                                                                                         | Padrão             | Ginasta qualificado |
| ---------------------------------------------------------------------------------------------- | ------------------ | --- |
| Campeonato Mundial de Ginástica Artística de 2019 (1 vaga por CON)                             | Individual geral   | PHI Carlos Yulo CUB Manrique Larduet ITA Ludovico Edalli KAZ Milad Karimi FRA Loris Frasca LTU Robert Tvorogal ISR Alexander Shatilov TUR Ferhat Arıcan ARM Artur Davtyan BUL David Huddleston NED Bart Deurloo MEX Daniel Corral |
| Campeonato Mundial de Ginástica Artística de 2019 (max. 3 vagas por CON em todos os aparelhos) | Solo               | ISR Artem Dolgopyat |
| Campeonato Mundial de Ginástica Artística de 2019 (max. 3 vagas por CON em todos os aparelhos) | Cavalo com alças   | IRL Rhys McClenaghan FRA Cyril Tommasone |
| Campeonato Mundial de Ginástica Artística de 2019 (max. 3 vagas por CON em todos os aparelhos) | Argolas            | TUR İbrahim Çolak ITA Marco Lodadio FRA Samir Aït Saïd |
| Campeonato Mundial de Ginástica Artística de 2019 (max. 3 vagas por CON em todos os aparelhos) | Salto              | HKG Shek Wai Hung VIE Lê Thanh Tùng ROU Marian Drăgulescu |
| Campeonato Mundial de Ginástica Artística de 2019 (max. 3 vagas por CON em todos os aparelhos) | Barras paralelas   | TUR Ahmet Önder |
| Campeonato Mundial de Ginástica Artística de 2019 (max. 3 vagas por CON em todos os aparelhos) | Barra fixa         | CRO Tin Srbić AUS Tyson Bull |
| Copa do Mundo de Ginástica Artística 2018–2020 (1 vaga por CON em todos os aparelhos)          | Solo               | ESP Rayderley Zapata |
| Copa do Mundo de Ginástica Artística 2018–2020 (1 vaga por CON em todos os aparelhos)          | Cavalo com alças   | JPN Kohei Kameyama |
| Copa do Mundo de Ginástica Artística 2018–2020 (1 vaga por CON em todos os aparelhos)          | Argolas            | GRE Eleftherios Petrounias |
| Copa do Mundo de Ginástica Artística 2018–2020 (1 vaga por CON em todos os aparelhos)          | Salto              | KOR Shin Jae-hwan |
| Copa do Mundo de Ginástica Artística 2018–2020 (1 vaga por CON em todos os aparelhos)          | Barras paralelas   | CHN You Hao |
| Copa do Mundo de Ginástica Artística 2018–2020 (1 vaga por CON em todos os aparelhos)          | Barra fixa         | NED Epke Zonderland |
| Copa do Mundo de Ginástica Artística de 2020 (1 vaga por CON)                                  | Individual geral   | ROC CHN China JPN Japão |
| Campeonatos Continentais de 2020 (1 vaga por CON; qualificação pelo individual geral)          | África             | EGY Omar Mohamed NGR Uche Eke |
| Campeonatos Continentais de 2020 (1 vaga por CON; qualificação pelo individual geral)          | Ásia               | VIE Đinh Phương Thành MAS Loo Phay Xing |
| Campeonatos Continentais de 2020 (1 vaga por CON; qualificação pelo individual geral)          | Américas           | USA Estados Unidos BRA Brasil |
| Campeonatos Continentais de 2020 (1 vaga por CON; qualificação pelo individual geral)          | Europa             | ROC TUR Adem Asil |
| Campeonatos Continentais de 2020 (1 vaga por CON; qualificação pelo individual geral)          | Oceania            | NZL Mikhail Koudinov |
| Vagas reservadas                                                                               | País-sede          | País-sede qualificado acima |
| Vagas reservadas                                                                               | Convite Tripartite | ALB Matvei Petrov |
| Campeonato Mundial de Ginástica Artística de 2019 (Realocação)                                 | Individual geral   | CAN René Cournoyer UZB Rasuljon Abdurakhimov CYP Marios Georgiou AZE Ivan Tikhonov SWE David Rumbutis BLR Andrey Likhavitski NOR Sofus Heggemsnes CZE David Jessen CHI Tomás González                                             |
| Total                                                                                          | Total              | 50 |

### Eventos femininos
Vagas por equipes
| Evento                                            | Padrão                                                   | Equipe nacional qualificada                                                                                        |
| ------------------------------------------------- | -------------------------------------------------------- | --- |
| Equipes de quatro                                 |                                                          | |
| Campeonato Mundial de Ginástica Artística de 2018 | Equipes classificadas de 1–3                             | USA Estados Unidos ROC CHN China                                                                                   |
| Campeonato Mundial de Ginástica Artística de 2019 | Equipes classificadas de 1–9 (entre as não qualificadas) | FRA França CAN Canadá NED Países Baixos GBR Grã-Bretanha ITA Itália GER Alemanha BEL Bélgica JPN Japão ESP Espanha |
| Total                                             | Total                                                    | 48 (12 equipes de 4)                                                                                               |

Vagas individuais
| Evento                                                                                         | Padrão              | Ginasta qualificada |
| ---------------------------------------------------------------------------------------------- | ------------------- | --- |
| Campeonato Mundial de Ginástica Artística de 2019 (1 vaga por CON)                             | Individual geral    | BRA Flávia Saraiva SUI Giulia Steingruber AUS Georgia Godwin UKR Diana Varinska KOR Lee Yun-seo HUN Zsófia Kovács ARG Martina Dominici MEX Alexa Moreno JAM Danusia Francis PRK Kim Su-jong CZE Aneta Holasová CUB Marcia Vidiaux ROU Maria Holbură AUT Elisa Hämmerle BLR Anastasiya Alistratava MAS Farah Ann Abdul Hadi EGY Mandy Mohamed TUR Nazlı Savranbaşı SVK Barbora Mokošová POR Ana Filipa Martins |
| Campeonato Mundial de Ginástica Artística de 2019 (max. 3 vagas por CON em todos os aparelhos) | Salto               | KOR Yeo Seo-jeong |
| Campeonato Mundial de Ginástica Artística de 2019 (max. 3 vagas por CON em todos os aparelhos) | Barras assimétricas | — |
| Campeonato Mundial de Ginástica Artística de 2019 (max. 3 vagas por CON em todos os aparelhos) | Trave               | — |
| Campeonato Mundial de Ginástica Artística de 2019 (max. 3 vagas por CON em todos os aparelhos) | Solo                | — |
| Copa do Mundo de Ginástica Artística 2018–2020 (1 vaga por CON em todos os aparelhos)          | Salto               | USA Jade Carey |
| Copa do Mundo de Ginástica Artística 2018–2020 (1 vaga por CON em todos os aparelhos)          | Barras assimétricas | CHN Fan Yilin |
| Copa do Mundo de Ginástica Artística 2018–2020 (1 vaga por CON em todos os aparelhos)          | Trave               | JPN Urara Ashikawa |
| Copa do Mundo de Ginástica Artística 2018–2020 (1 vaga por CON em todos os aparelhos)          | Solo                | ITA Vanessa Ferrari ITA Lara Mori |
| Copa do Mundo de Ginástica Artística de 2020 - Individual geral (1 vaga por CON)               | Individual geral    | USA Estados Unidos CHN China ROC |
| Campeonatos Continentais de 2020 (1 vaga por CON; qualificação pelo individual geral)          | África              | EGY Zeina Ibrahim RSA Naveen Daries |
| Campeonatos Continentais de 2020 (1 vaga por CON; qualificação pelo individual geral)          | Ásia                | SRI Milka Gehani IND Pranati Nayak |
| Campeonatos Continentais de 2020 (1 vaga por CON; qualificação pelo individual geral)          | Américas            | BRA Rebeca Andrade CRC Luciana Alvarado |
| Campeonatos Continentais de 2020 (1 vaga por CON; qualificação pelo individual geral)          | Europa              | ROC ROU Larisa Iordache |
| Campeonatos Continentais de 2020 (1 vaga por CON; qualificação pelo individual geral)          | Oceania             | AUS Emily Whitehead |
| Vagas reservadas                                                                               | País-sede           | País-sede qualificado acima |
| Vagas reservadas                                                                               | Convite Tripartite  | CAY Raegan Rutty |
| Campeonato Mundial de Ginástica Artística de 2019 (Realocação)                                 | Individual geral    | CRO Ana Đerek RSA Caitlin Rooskrantz SWE Jonna Adlerteg POL Gabriela Janik CHI Simona Castro ISR Lihie Raz NOR Julie Erichsen PER Ariana Orrego UZB Oksana Chusovitina TPE Ting Hua-tien AZE Marina Nekrasova SGP Sze En Tan IRL Megan Ryan BLR Hanna Traukova ARG Abigail Magistrati |
| Total                                                                                          | Total               | 50 |

## Rítmica

### Individual geral
| Evento                                                                         | Padrão             | CON Qualificado |
| ------------------------------------------------------------------------------ | ------------------ | --- |
| Campeonato Mundial de Ginástica Rítmica de 2019 Posições 1–16 (max. 2 por CON) | Individual geral   | AZE Azerbaijão BLR Bielorrússia BLR Bielorrússia BUL Bulgária BUL Bulgária USA Estados Unidos USA Estados Unidos ISR Israel ISR Israel ITA Itália ITA Itália JPN Japão ROC UKR Ucrânia UKR Ucrânia |
| Copa do Mundo de Ginástica Rítmica de 2021 3 melhores (max. 1 por CON)         | Individual geral   | SLO Ekaterina Vedeneeva UZB Sabina Tashkenbaeva JPN Chisaki Oiwa |
| Campeonatos Continentais de 2021 Individual geral (max. 1 por CON)             | África             | EGY Habiba Marzouk |
| Campeonatos Continentais de 2021 Individual geral (max. 1 por CON)             | Ásia               | KAZ Alina Adilkhanova |
| Campeonatos Continentais de 2021 Individual geral (max. 1 por CON)             | Américas           | MEX Rut Castillo |
| Campeonatos Continentais de 2021 Individual geral (max. 1 por CON)             | Europa             | HUN Fanni Pigniczki |
| Campeonatos Continentais de 2021 Individual geral (max. 1 por CON)             | Oceania            | AUS Lidiia Iakovleva |
| Convite da Comissão Executiva da FIG                                           | País-sede          | País-sede qualificado acima |
| Convite da Comissão Executiva da FIG                                           | Convite Tripartite | CPV Márcia Lopes |
| Campeonato Mundial de Ginástica Rítmica de 2019 (Realocação)                   | Individual geral   | GEO Salome Pazhava |
| Total                                                                          | Total              | 26 |

### Conjuntos
| Evento                                                                                                  | Padrão    | Conjunto qualificado                                           |
| --- | --------- | -------------------------------------------------------------- |
| Campeonato Mundial de Ginástica Rítmica de 2018 Conjuntos classificados de 1–3                          | Conjunto  | ROC ITA Itália BUL Bulgária                                    |
| Campeonato Mundial de Ginástica Rítmica de 2019 Conjuntos classificados de 1–5 (ainda não qualificados) | Conjunto  | JPN Japão BLR Bielorrússia ISR Israel CHN China AZE Azerbaijão |
| Campeonatos Continentais de 2020 Conjuntos (1 por continente)                                           | Africa    | EGY Egito                                                      |
| Campeonatos Continentais de 2020 Conjuntos (1 por continente)                                           | Ásia      | UZB Uzbequistão                                                |
| Campeonatos Continentais de 2020 Conjuntos (1 por continente)                                           | Américas  | BRA Brasil                                                     |
| Campeonatos Continentais de 2020 Conjuntos (1 por continente)                                           | Europa    | UKR Ucrânia                                                    |
| Campeonatos Continentais de 2020 Conjuntos (1 por continente)                                           | Oceania   | AUS Austrália                                                  |
| Convites do Comitê Executivo da FIG                                                                     | País-sede | País-sede qualificado acima                                    |
| Campeonato Mundial de Ginástica Rítmica de 2019 (Realocação)                                            | Conjunto  | USA Estados Unidos                                             |
| Total                                                                                                   | Total     | 14                                                             |

## Trampolim

### Eventos masculinos
| Evento                                  | Padrão                       | Vagas | CON qualificados                                                                                  | CON qualificados                                                                                  |
| --------------------------------------- | ---------------------------- | ----- | ------------------------------------------------------------------------------------------------- | ------------------------------------------------------------------------------------------------- |
| Campeonato Mundial de Trampolim de 2019 | 8 melhores (max. 1 por CON)  | 5     | CHN China BLR Bielorrússia ROC FRA França JPN Japão                                               | CHN China BLR Bielorrússia ROC FRA França JPN Japão                                               |
| Campeonatos Continentais de 2021        | 1 por continente             | 0     | Europa                                                                                            | Não utilizada                                                                                     |
| Campeonatos Continentais de 2021        | 1 por continente             | 0     | Ásia                                                                                              | Não utilizada                                                                                     |
| Campeonatos Continentais de 2021        | 1 por continente             | 1     | África                                                                                            | EGY Egito                                                                                         |
| Campeonatos Continentais de 2021        | 1 por continente             | 0     | Oceania                                                                                           | Não utilizada                                                                                     |
| Campeonatos Continentais de 2021        | 1 por continente             | 1     | Américas                                                                                          | COL Colômbia                                                                                      |
| Copa do Mundo de Trampolim 2019-20      | Até 14 ginastas qualificados | 8     | BLR Bielorrússia CHN China ROC JPN Japão NZL Nova Zelândia POR Portugal AUS Austrália UKR Ucrânia | BLR Bielorrússia CHN China ROC JPN Japão NZL Nova Zelândia POR Portugal AUS Austrália UKR Ucrânia |
| País-sede                               | —                            | 0     | 0–1 ginasta                                                                                       | 0–1 ginasta                                                                                       |
| Convite Tripartite                      | —                            | 0     | 0–1 ginasta                                                                                       | 0–1 ginasta                                                                                       |
| Realocação da Comissão Tripartite       | —                            | 1     | USA Aliaksei Shostak                                                                              | USA Aliaksei Shostak                                                                              |
| Total                                   | Total                        | 16    | 16                                                                                                | 16                                                                                                |

- Tanto a vaga de país-sede quanto a de convite foram redistribuídas, já que o Japão já havia se qualificado e não houve países elegíveis a convites no Mundial de 2019.

### Eventos femininos
| Evento                                  | Padrão                       | Vagas | CON qualificados                                                                                       | CON qualificados                                                                                       |
| --------------------------------------- | ---------------------------- | ----- | --- | --- |
| Campeonato Mundial de Trampolim de 2019 | 8 melhores (max. 1 por CON)  | 6     | CHN China JPN Japão GBR Grã-Bretanha CAN Canadá FRA França ROC                                         | CHN China JPN Japão GBR Grã-Bretanha CAN Canadá FRA França ROC                                         |
| Campeonatos Continentais de 2021        | 1 por continente             | 0     | Europa                                                                                                 | Não utilizada                                                                                          |
| Campeonatos Continentais de 2021        | 1 por continente             | 0     | Ásia                                                                                                   | Não utiizada                                                                                           |
| Campeonatos Continentais de 2021        | 1 por continente             | 1     | África                                                                                                 | EGY Egito                                                                                              |
| Campeonatos Continentais de 2021        | 1 por continente             | 0     | Oceania                                                                                                | Não utilizada                                                                                          |
| Campeonatos Continentais de 2021        | 1 por continente             | 0     | Américas                                                                                               | Não utilizada                                                                                          |
| Copa do Mundo de Trampolim 2019-20      | Até 14 ginastas qualificadas | 8     | CHN China JPN Japão GBR Grã-Bretanha ROC USA Estados Unidos NZL Nova Zelândia AUS Austrália MEX México | CHN China JPN Japão GBR Grã-Bretanha ROC USA Estados Unidos NZL Nova Zelândia AUS Austrália MEX México |
| País-sede                               | —                            | 0     | 0–1 ginasta                                                                                            | 0–1 ginasta                                                                                            |
| Convite Tripartite                      | —                            | 0     | 0–1 ginasta                                                                                            | 0–1 ginasta                                                                                            |
| Realocação de país-sede                 | —                            | 1     | CAN Samantha Smith                                                                                     | CAN Samantha Smith                                                                                     |
| Total                                   | Total                        | 16    | 16 | 16 |